# 유광한
광평왕 유광한(廣平王 劉廣漢, ? ~ ?), 혹은 유한(劉漢)은 중국 전한의 황족·제후왕으로, 유일한 광평왕이다.
광덕이왕 유운객의 아우로, 《한서》 경십삼왕전에 따르면 유운객이 홍가 3년(기원전 18년)에 아들 없이 죽어 중산정왕의 혈통이 끊긴 지 14년 만인 기원전 4년에 애제에게서 광평왕에 봉해졌으나, 아들 없이 죽어 나중에 평제 통치기인 원시 2년(2년)에 광덕정왕 유륜을 다시 세워 중산정왕의 후사를 받들게 했다 한다. 《한서》 제후왕표에 따르면 건평 3년(기원전 4년) 정월 임인일에 광평왕으로 봉해져 죽은 형 유운객의 뒤를 이었고, 신나라를 세운 왕망이 광평왕 한 13년(9년)에 전한의 제후왕들을 일괄적으로 공작으로 폄작하면서 공작으로 폄작됐고, 이듬해에는 작위를 잃었다.